# Mansaf
Il mansaf (منسف) è un tradizionale piatto arabo, composto di carne d'agnello cotto in una salsa a base di formaggio e servito con riso o bulgur.
Costituisce il piatto nazionale della Giordania e può anche essere trovato in Palestina, Iraq, Siria e Arabia Saudita. Il nome del piatto significa teglia o piatto di portata.

## Storia
L'originario piatto dei pastori beduini ha subito significativa modifiche nel corso del XX secolo. Originariamente il piatto era composto semplicemente di carne (cammello o agnello) in brodo con pane. Successivamente, con la diffusione del riso nel nord della Giordania, questo alimento fu gradualmente introdotto nel piatto, prima mischiato con il bulgur e successivamente da solo. Anche la salsa di formaggio jamid è uno sviluppo recente, originariamente i beduini non utilizzavano questo ingrediente.